# Твардовский, Ромуальд
Ромуа́льд Твардо́вский (пол. Romuald Twardowski; 17 июня 1930, Вильно, Польша — 13 января 2024) — польский композитор и педагог.

## Биография
В 1952—1957 гг. изучал композицию в Литовской академии музыки и театра. Позже продолжил обучение в Музыкальном университете имени Фредерика Шопена в 1957—1960 гг. Ученик Юлюса Юзелюнаса, Болеслава Войтовича и Нади Буланже. Ведущий польский оперный композитор. С 1972 преподавал в Государственной высшей музыкальной школе (ныне — Музыкальный университет имени Фридерика Шопена) в Варшаве. Его музыку исполняет, в частности, камерный оркестр «Вратиславия».
Написал музыку к фильму «Ангел огня» (пол. Ognisty aniol, по Валерию Брюсову, реж. Мацей Войтышко, 1986).
Скончался 13 января 2024 года на 94-м году жизни.

## Сочинения
- «Антифоны» / Antifone (1961)
- «Малая православная литургия» / Mała liturgia prawosławna (1968)
- опера «Падение отца Сурина» / Upadek ojca Suryna (по Ярославу Ивашкевичу, 1969)
- опера «Лорд Джим» / Lord Jim (по Джозефу Конраду, 1970—1973)
- опера «Мария Стюарт» / Maria Stuart (по Фридриху Шиллеру, 1978)

## Награды
- 1965 — лауреат фестиваля «Пражская весна» (совместно с Фаусто Рацци — Италия)